# Durmenach
Durmenach (Duits: Dürmenach) is een gemeente in het Franse departement Haut-Rhin (in de regio Grand Est. De plaats maakt deel uit van het arrondissement Altkirch. Durmenach telde op 1 januari 2022 831 inwoners.

## Geschiedenis
De gemeente maakte voor 2015 deel uit van het kanton Ferrette tot het op 22 maart 2015 werd opgeheven en de gemeenten werden opgenomen in het kanton Altkirch.

## Geografie
De oppervlakte van Durmenach bedraagt 5,76 vierkante kilometer; Op 1 januari 2022 was de bevolkingsdichtheid 144,3 inwoners per km².

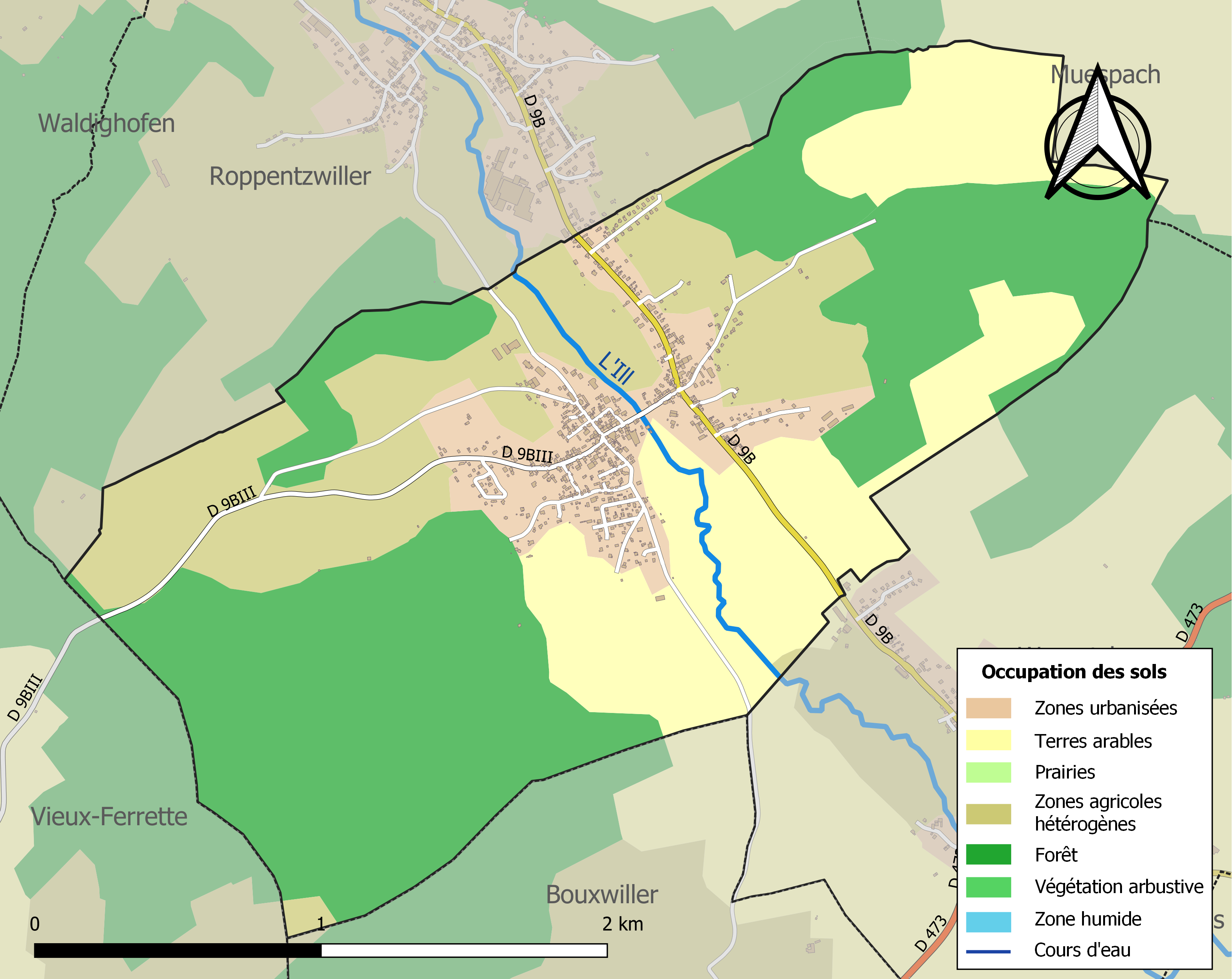
Kaart van de gemeente met de belangrijkste infrastructuur, bodemgebruik en omliggende gemeenten

## Demografie
Onderstaande figuur toont het verloop van het inwonertal.